# Wallsee-Sindelburg
Wallsee-Sindelburg is een gemeente in de Oostenrijkse deelstaat Neder-Oostenrijk, gelegen in het district Amstetten (AM). De gemeente heeft ongeveer 2000 inwoners.

## Geografie
Wallsee-Sindelburg heeft een oppervlakte van 25,93 km². Het ligt in het centrum van het land, iets ten noorden van het geografisch middelpunt.

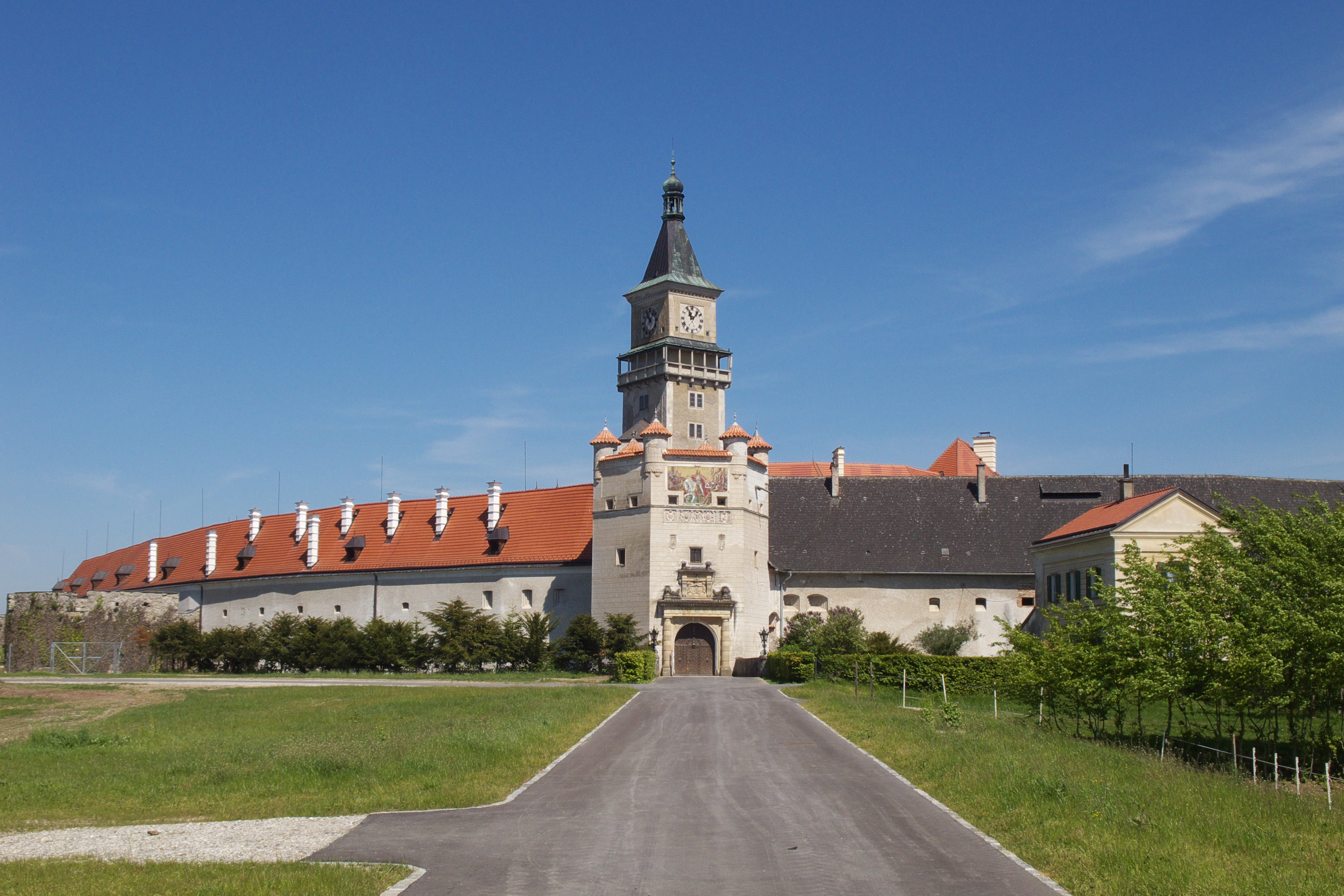
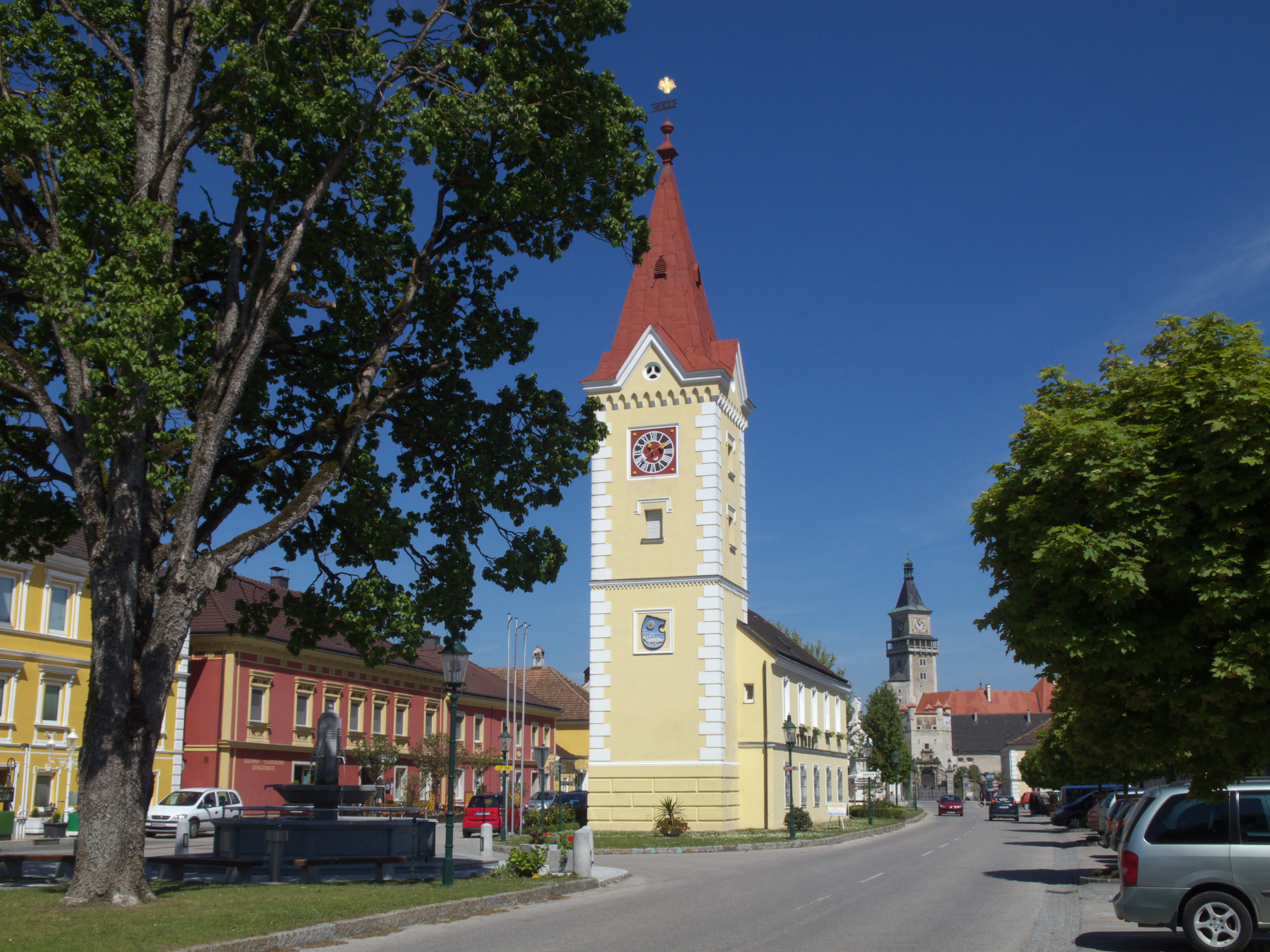
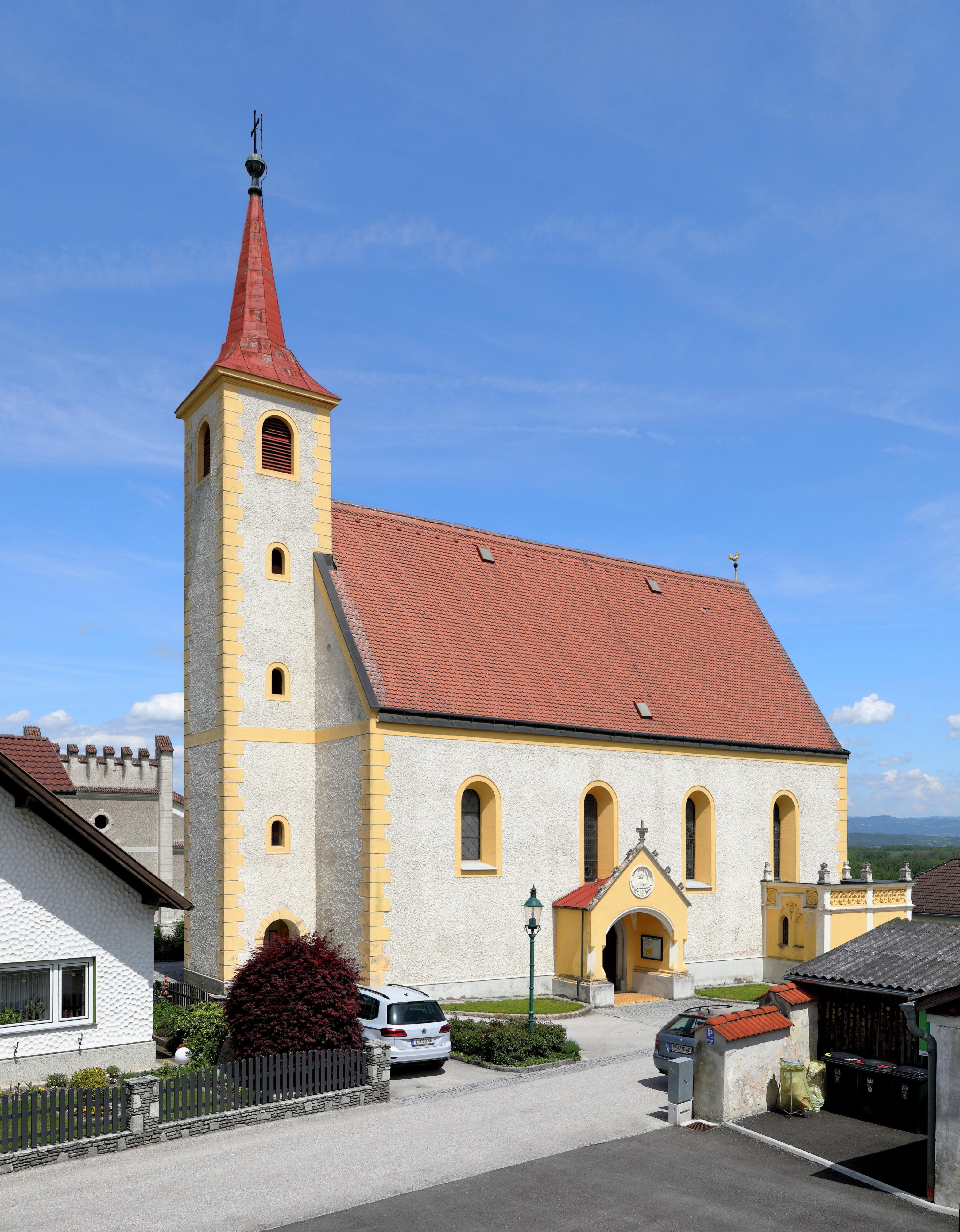

Allhartsberg · Amstetten · Ardagger · Aschbach-Markt · Behamberg · Biberbach · Ennsdorf · Ernsthofen · Ertl · Euratsfeld · Ferschnitz · Haag · Haidershofen · Hollenstein an der Ybbs · Kematen an der Ybbs · Neuhofen an der Ybbs · Neustadtl an der Donau · Oed-Öhling · Opponitz · Seitenstetten · Sonntagberg · Sankt Georgen am Reith · Sankt Georgen am Ybbsfelde · Sankt Pantaleon-Erla · St. Peter in der Au · St. Valentin · Strengberg · Viehdorf · Wallsee-Sindelburg · Weistrach · Winklarn · Wolfsbach · Ybbsitz · Zeillern
- Gemeinsame Normdatei: 4796648-8
- MusicBrainz: b0213aa3-e157-4b77-8dd3-a932265da79f
- Virtual International Authority File: 247854353
- WorldCat: E39PBJjdk8hKmYkY3kWCGmJ4bd